# Yang Hsiu-chen
Yang Hsiu-chen (nascido em 27 de maio de 1968) é um ex-ciclista taiwanês que competiu no ciclismo nos Jogos Olímpicos de Verão de 1988.